# Sablicola
Sablicola chinensis — вид грибів, що належить до монотипового роду Sablicola.